# Empresa Portuguesa de Águas Livres
A Empresa Portuguesa de Águas Livres SA (EPAL) é responsável pelo abastecimento de água de Lisboa (Portugal) e arredores.

## História
A EPAL é sucessora da CAL-Companhia das Águas de Lisboa, concessionária do abastecimento de água à cidade de Lisboa, entre 2 de Abril de 1868 e 30 de Outubro de 1974, altura em que terminou o contrato de concessão. 
A partir de então, foi constituída a EPAL- Empresa Pública das Águas de Lisboa, designação que foi mantida até 1984, quando passou a denominar-se por EPAL-Empresa Pública das Águas Livres.
Em 21 de Abril de 1992, por força do decreto-lei nº 230/91, a EPAL-Empresa Pública das Águas Livres é transformada em sociedade anónima de capitais integralmente públicos, situação que lhe confere maior flexibilidade de gestão, passando a ter a denominação social de EPAL-Empresa Portuguesa das Águas Livres, SA, uma Sociedade Anónima. 
A partir de 1993 é integrada no então criado Grupo Águas de Portugal SGPS.

## Os municípios atendidos em alta
São eles: Oeiras (1935), Cascais (1941), Azambuja (1945), Vila Franca de Xira (1946), Sintra, Loures e Odivelas (1948) , Alenquer (1950), Alcanena (1955), Santarém (1958), Arruda dos Vinhos e Sobral de Monte Agraço (1964), Cartaxo (1978), Amadora (1979), Mafra (1981), Torres Vedras (1988), Entroncamento e Torres Novas, (1993), Ourém (1994), Vila Nova da Barquinha e Tomar (1995), Constância (1996), Porto de Mós, Leiria (1998), Batalha (2003). 
Com a assinatura do contrato de abastecimento à Águas do Oeste, em 2003, passarão também a ser progressivamente abastecidos em alta os municípios de Alcobaça, Bombarral, Cadaval, Caldas da Rainha, Lourinhã, Nazaré, Óbidos, Peniche e Rio Maior. Os municípios de Sobral de Monte Agraço e Arruda dos Vinhos, passaram a ser abastecidos pela Águas do Oeste, em Outubro de 2004, e Azambuja e Alenquer em Novembro do mesmo ano. Em Janeiro de 2005, também o município de Torres Vedras passou a ser abastecido pela Águas do Oeste.

## A produção de água
Actualmente a EPAL gere e explora um sistema de abastecimento que integra três subsistemas: o de Castelo do Bode, inaugurado em 1987, e ampliado em 1996, com capacidade de produção na ordem dos 500 000 m³ diários; o Aqueduto do Tejo inaugurado em 1940, e ampliado em 1963, com capacidade de produção diária de 400 000 m³ ; e o Aqueduto do Alviela em exploração desde 1880, com uma capacidade de produção na ordem dos 50 000 m³/dia.
Dos três subsistemas referidos o maior e mais relevante é o de Castelo do Bode, representando hoje cerca de 60% da capacidade de produção da empresa. É constituído pela Torre de Captação localizada na albufeira da barragem de Castelo do Bode, pela Estação Elevatória a jusante da barragem, pela Estação de Tratamento de Água da Asseiceira e pelo Adutor que liga a Estação de Tratamento de Água à Estação Elevatória de Vila Franca de Xira. 
A gestão e a exploração dos três subsistemas são sustentadas por um vasto conjunto de infra-estruturas responsáveis pela elevação e transporte da água, captada e tratada.

## Memória
A EPAL é ainda herdeira de um vasto e valioso património histórico e museológico, hoje reunido no Museu da Água (museu da empresa), onde a história do abastecimento de água à cidade de Lisboa pode ser lembrada nas grandes obras de referência:
- Aqueduto das Águas Livres (1748) uma obra de engenharia hidráulica com mais de 250 anos e retirado do sistema de abastecimento, na década de 60;

- Reservatório da Mãe d’Água das Amoreiras (1834) construído para receber e distribuir as águas aduzidas pelo Aqueduto das Águas Livres;

- Reservatório da Patriarcal (1864) importante infra-estrutura, na época, para a distribuição de água à zona baixa da cidade de Lisboa;

- Estação Elevatória a Vapor dos Barbadinhos (1880) foi responsável pela distribuição, da água captada no rio Alviela, à cidade de Lisboa.

## Merchandising
- A EPAL lançou a Garrafa Siza - Lisbon Soul. Uma garrafa com assinatura de Álvaro Siza Vieira e mais uma criação da EPAL que pretende afirmar a excelência da água da torneira da cidade de Lisboa através de uma peça de design absolutamente exclusiva.